# Euchromia elegantissima
Euchromia elegantissima är en fjärilsart som beskrevs av Hans Daniel Johan Wallengren 1861. Euchromia elegantissima ingår i släktet Euchromia och familjen björnspinnare. Inga underarter finns listade i Catalogue of Life.

## Bildgalleri

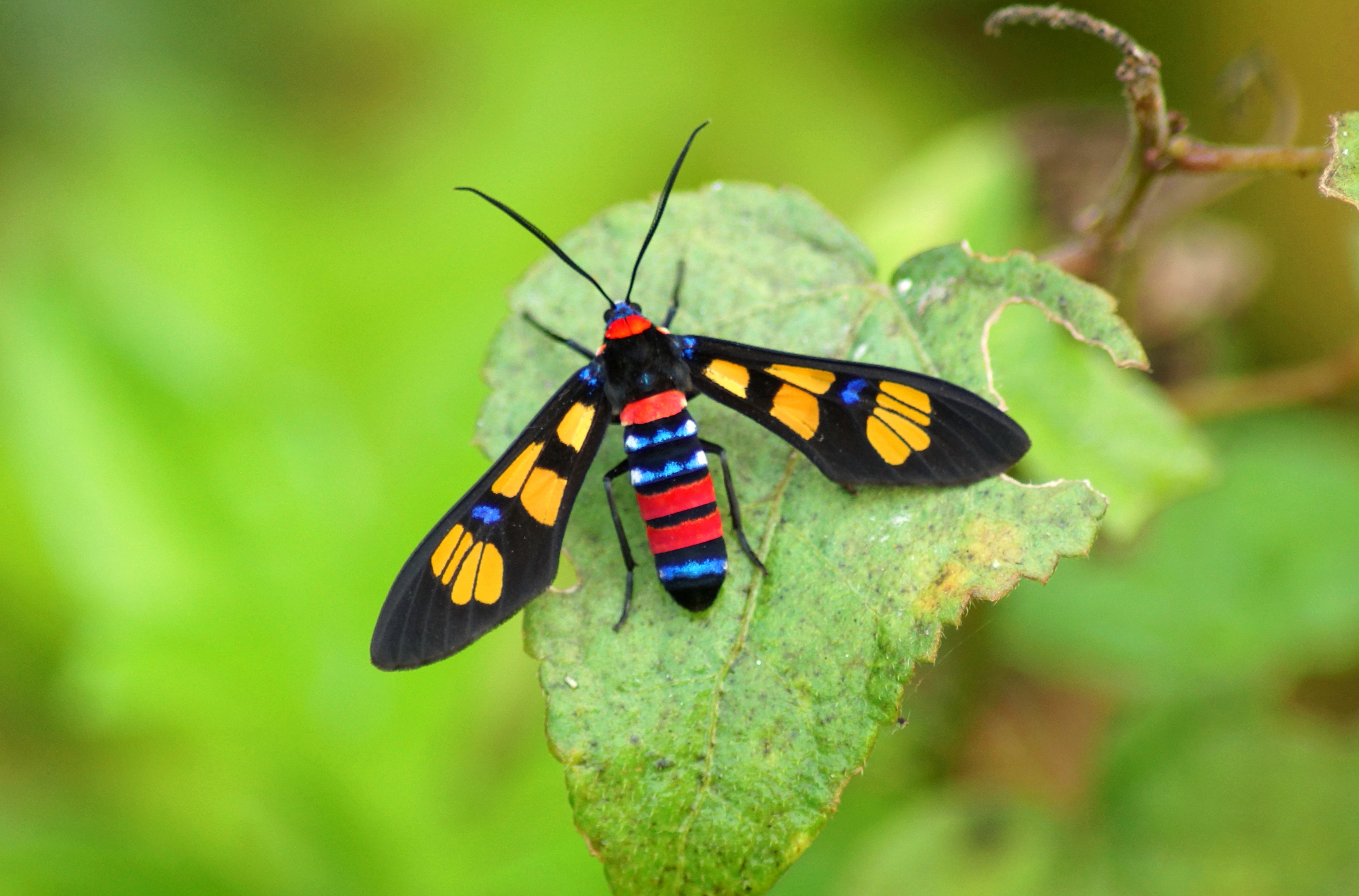
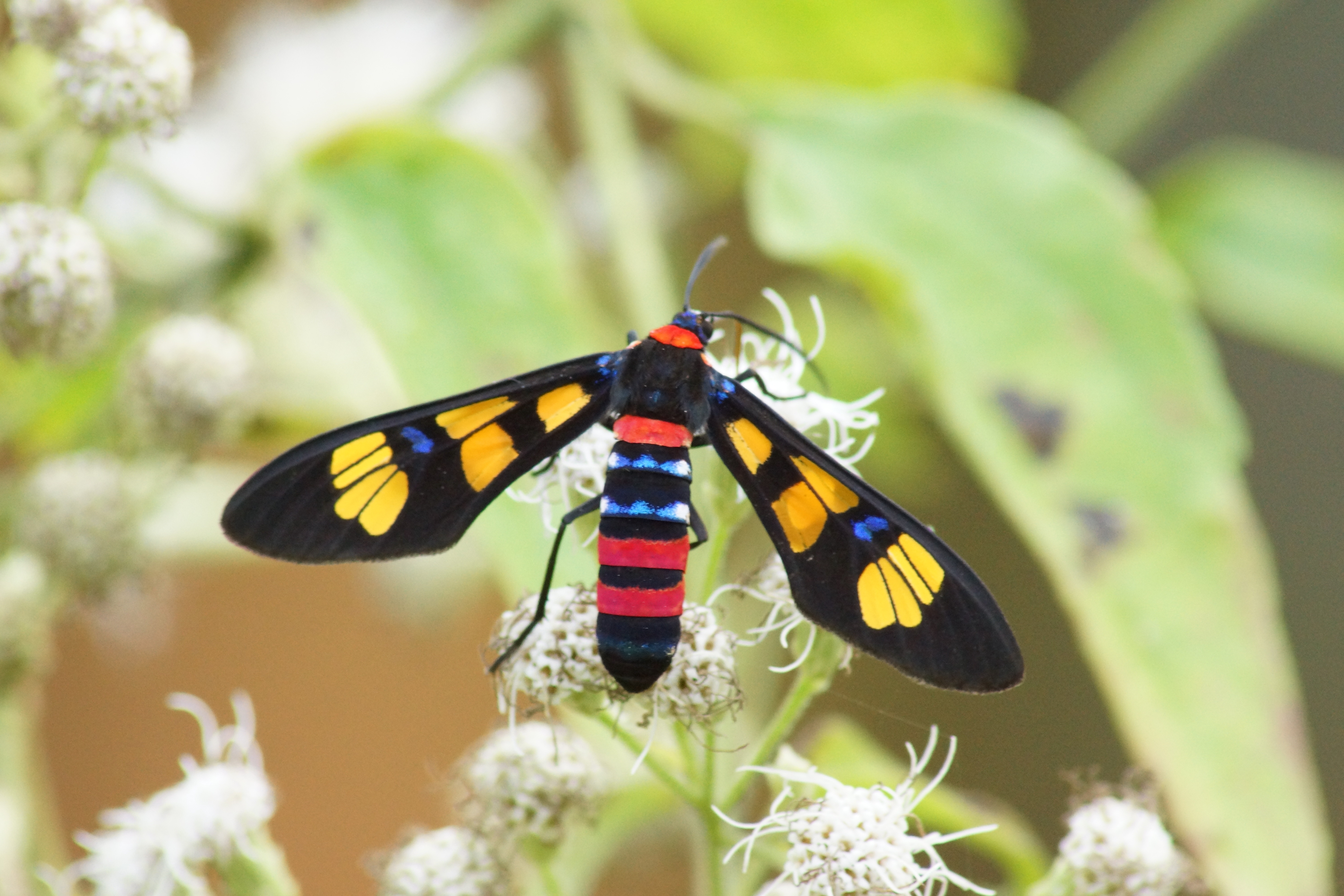